# Holsingerius smaragdinus
Holsingerius smaragdinus är en kräftdjursart som beskrevs av John R. Holsinger 1992. Holsingerius smaragdinus ingår i släktet Holsingerius och familjen Hadziidae. Inga underarter finns listade i Catalogue of Life.